# José Javier Hombrados
José Javier Hombrados Ibañez (Madrid, 7. travnja 1972.) je španjolski rukometaš. Igra na mjestu vratara. Španjolski je reprezentativac.  Trenutačno igra za španjolski klub Ciudad Real. Igrao je još za Safu, madridski Atletico, Cantabriju, Teucro, Ademar Leon i Portland San Antonio.
Osvojio je zlato na SP-u 2005., srebro na EP-ima 1996. i 2006. i brončane medalje na Olimpijskim igrama u Atlanti 1996. i Olimpijskim igrama u Pekingu 2008. Osvajač je brojnih europskih klupskih naslova.
Proglašen je za najboljeg vratara španjolske lige ASOBAL 2003./2004. i 2004./2005.